# Северо-Западная котловина
Се́веро-За́падная котлови́на — обширная подводная котловина в северо-западной части Тихого океана, ограниченная на западе и северо-западе Курило-Камчатским, Японским и Идзу-Бонинским желобами, на северо-востоке и востоке — хребтами Императорских гор и Гавайским хребтом, на юге — валом Маркус-Неккер.
Преобладающие глубины — 5000—6000 м, максимальная достигает 7374 м. Дно котловины представляет собой холмистую абиссальную равнину с маломощным осадочным слоем (толщиной 200—300 м). В центральной части котловины расположена подводная возвышенность Шатского, с глубиной над ней 1962 м. Вдоль Курило-Камчатского жёлоба тянется вал Зенкевича. 